# Pseudocyphellaria kalbii
Pseudocyphellaria kalbii är en lavart som beskrevs av D. J. Galloway. Pseudocyphellaria kalbii ingår i släktet Pseudocyphellaria och familjen Lobariaceae.   Inga underarter finns listade i Catalogue of Life.